# Linum suffruticosum
El lino blanco (Linum suffruticosum)  es una planta fanerógama de la familia de las lináceas.

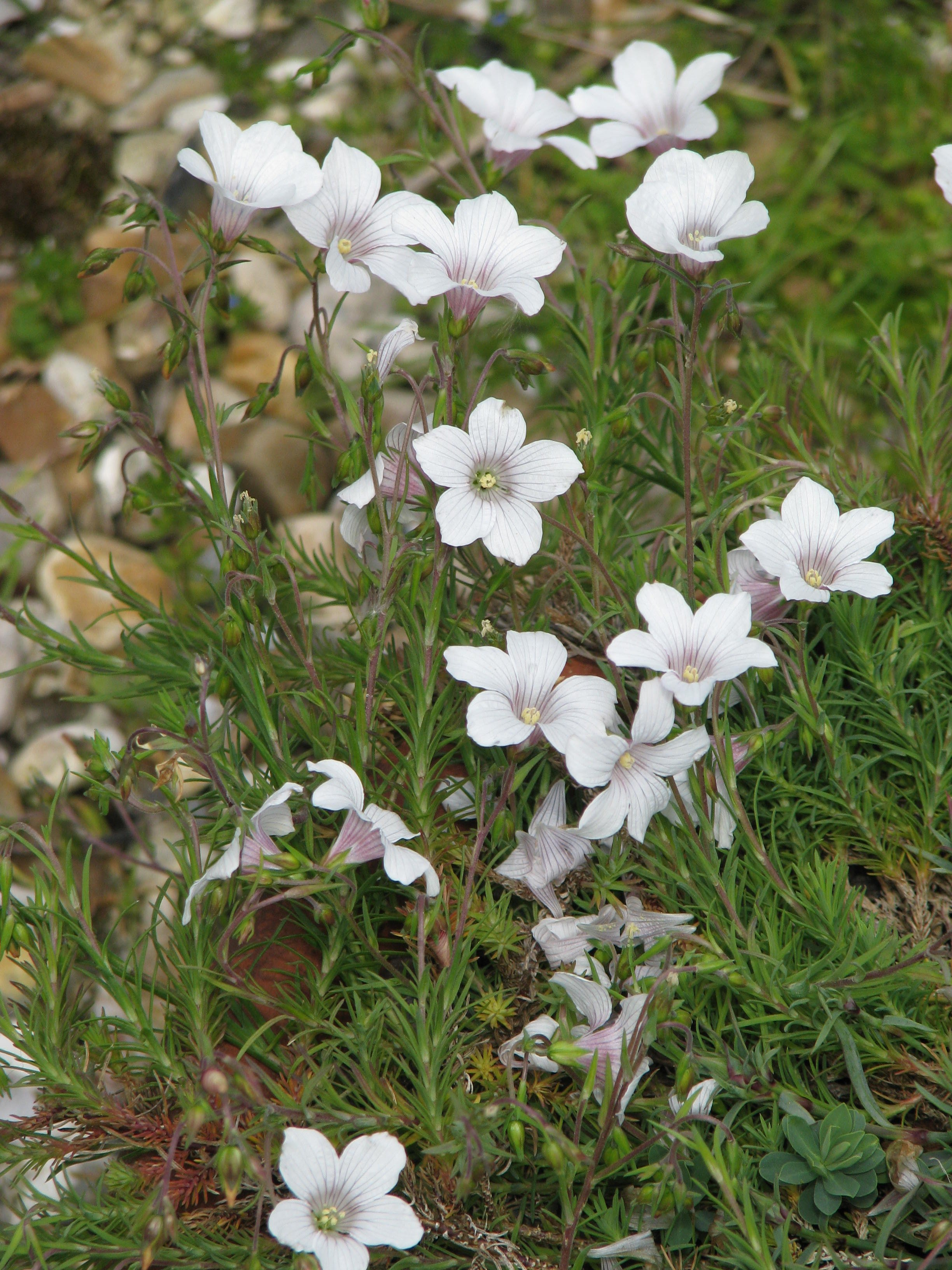
Vista de la planta

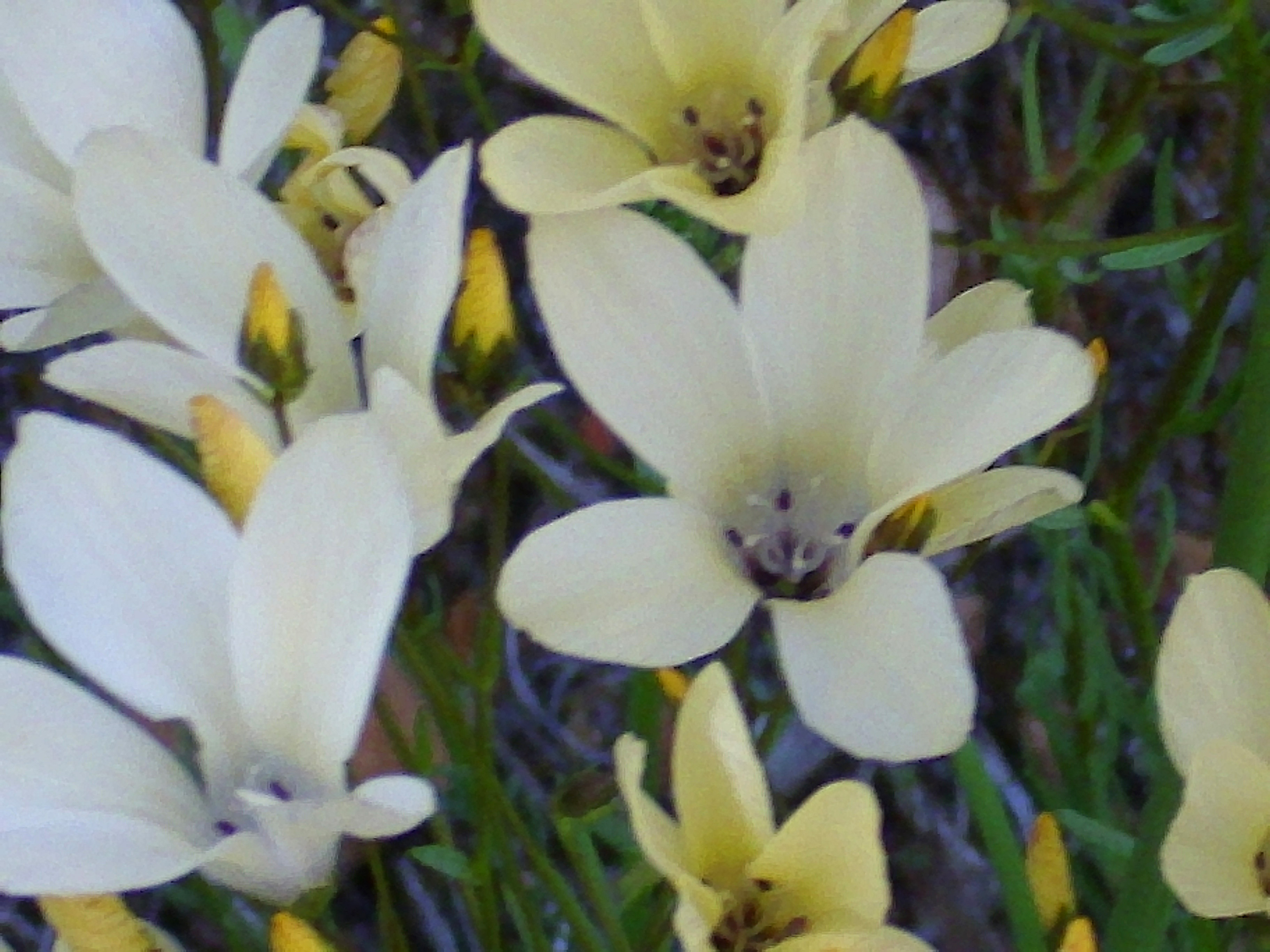
Flores

## Descripción
Difiere de Linum tenuifolium en sus pétalos blancos, con rabillos violeta o rosa 3 o 4 veces más largos que los sépalos. Tallos de 5-40 cm, extendidos o ascendentes, muy ramosos por abajo, con muchos brotes cortos que no florecen; hojas lineales con márgenes muy enrollados. Sépalos de 4-6 mm, trinerves. Florece en primavera y verano.

## Hábitat
Lugares herbosos, colinas. En todo tipo de suelos, ya sean ácidos o calizos, en situaciones soleadas y secas.

## Distribución
En España, Francia e Italia. Y en el norte de África, Argelia, Marruecos y Túnez.

## Subespecies
- Linum suffruticosum L. subsp. suffruticosum, en España.[3]
- Linum suffruticosum L. subsp. appressum (Caball.) Rivas Mart., en el noroeste de Italia, Francia y España.[4]
- Linum suffruticosum L. subsp. salsoloides (Lam.) Rouy, España en el este y centro[5]
- Linum suffruticosum L. subsp. jimenezii (Pau) Rivas Goday & Rivas Mart.. En España, en la provincia murciano-almeriense, calcícola.[6]

## Taxonomía
Linum suffruticosum fue descrita por Carlos Linneo y publicado en Sp. Pl. 279 1753.
Etimología
Linum: nombre genérico que deriva de la palabra griega: "linum" = "lino" utilizado por Teofrasto.
suffruticosum: epíteto latíno que significa "con forma arbustiva"
Variedad aceptada
- Linum suffruticosum subsp. salsoloides (Lam.) Rouy

Sinonimia
- Linum appressum A.Caballero
- Linum milletii Sennen & Barrau
- Linum ortegae Planch.
- Linum salsoloides Lam.
- Linum squarrosum Munby[10]

## Nombres comunes
- Castellano: boja blanca, campanita, campanitas, lino, lino albar, lino armado, lino blanco, lino de flores blancas y grandes, lino de monte, lino leñoso, lino silvestre agudo, manto de la Virgen, pañales de la Virgen, yerba sanjuanera.[10]